# Anne Fletcher
Anne Fletcher nacida en Detroit, (Míchigan), Estados Unidos el 1 de mayo de 1966 es una directora y coreógrafa estadounidense.
Fletcher tomó clases de danza cuando era pequeña. Cuando tenía 15 años de edad apareció en el programa estadounidense Saluto to the Superstars; más tarde se mudó al estado de California, estado en el cual se entrenó de manos de Joe Tremaine. Ha trabajado de coreógrafa, lo hizo durante seis años con Jeff Andrews. Ha alternado su trabajo como coreógrafa entre el cine, la televisión y los vídeos musicales.
Entre sus primeros trabajos como coreórafa destacan Los Picapiedra (1994) y La máscara (1994). Desarrolló la coreografía para la película nominada al Óscar Boogie Nights (1997) protagonizada por Mark Wahlberg, Burt Reynolds y Julianne Moore, en la cual apareció como bailarina. 
Otros títulos que destacan entre su filmografía como directora son Casper (1995),  Triunfos Robados (2000), Virgen a los 40 (2005),  Hairspray (2007) y Catwoman (2005).
Dentro de su filmografía como directora ha dirigido tres films. El primero de ellos fue Step Up (2006), protagonizada por Channing Tatum, que recaudó 114 millones de dólares en todo el mundo. Más tarde llegó la comedia-romántica 27 vestidos con Katherine Heigl, James Marsden y Edward Burns y que también fue un gran éxito de taquilla recaudando más de 160 millones en todo el mundo.
Su mayor éxito taquillero y crítico hasta la fecha es La proposición protagonizada por Sandra Bullock y Ryan Reynolds, recaudando 314 millones mundialmente.
También ha ejercido de productora ejecutiva o asociada en películas como Step Up 2: The Streets o Planes de boda.
En 2009 preparó la coreografía, participando como coreógrafa asociada, que será vista en los Óscar 2009.

## Filmografía como directora
| Año  | Película       |
| ---- | -------------- |
| 2006 | Step Up        |
| 2008 | 27 vestidos    |
| 2009 | La proposición |
| 2012 | The Guilt Trip |
| 2015 | Hot Pursuit    |
| 2018 | Dumplin'       |
| 2022 | Hocus Pocus 2  |